# 在來米

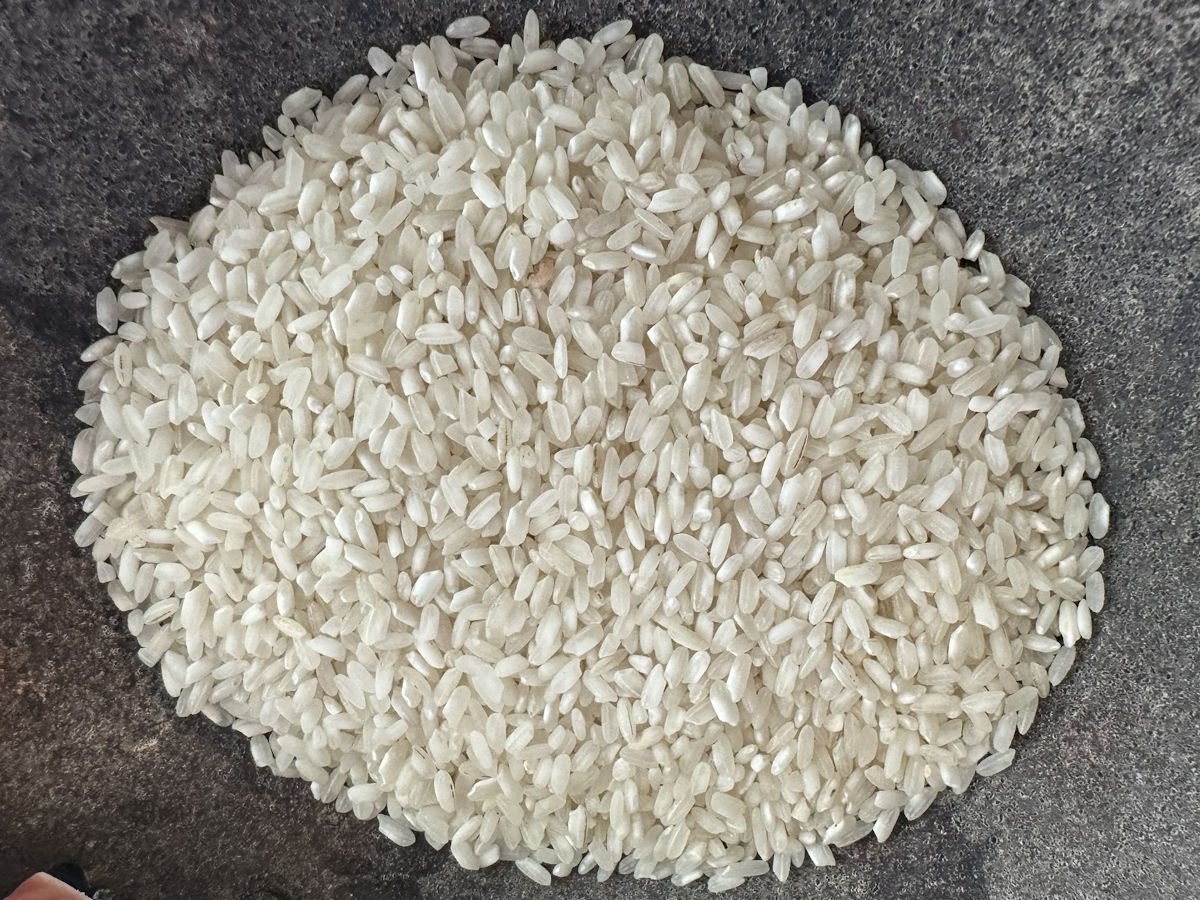
在來米

在來米（日语：在来米），又稱秈米，一種台灣傳統的籼稻品種，特徵為米粒較長，名稱源於台灣日治時代。

## 概論
由考古發掘，台灣在新石器時代中期就有人類開始種植旱稻。根據台灣荷治時期文獻，在荷蘭人到達台灣時，就記錄了平埔族會種植稻米，可能是經由東南亞、大陸閩南地區引進。
一般認為台灣現有秈米是在17世紀時，由福建移民自中國大陸引進種植，於明鄭時期，經由軍隊屯墾傳播至全台灣。
台灣在清朝原有籼米與秫米（即糯米）兩大品種，籼米經常只稱為「米」。
日治時代，日本本土發生米騷動事件，而台灣從大陸引進的秈米因為口感不佳，不為日本人所愛。故在1920年代初期，日本人開始在台灣試種日本的梗米（蓬萊米），以滿足日本內地民眾的需要。
日語中「在來」（日语：在来）意為「向來、一直以來、既有」，因此將台灣既有的秈米命名為在來米，與蓬萊米作區分。
在臺灣光復後，在來米仍然為民間消費量最大的米食，直到1980年代才被蓬萊米取代。蓬萊米黏性高且Q軟適中，被用於做白飯、粥與壽司。在來米因直鏈澱粉較高，黏性低且粒粒分明，主要被用於製成碗粿、發糕、蘿蔔糕、粄條等料理。
台灣育種出台中秈10號及台中秈199號等秈稻品種，口感接近粳米。